# Bathurst Inlet
Pour les articles homonymes, voir Bathurst.
Bathurst Inlet, Qingaun ou Qingaut en inuinnaqtun ou encore Kingoak (ᕿᙵᐅᓐ) en inuktitut est une petite communauté située dans la région de Kitikmeot au Nunavut (Canada).

## Géographie
Statistique Canada n'a recensé aucun habitant en 2006. Cependant, lors de son recensement de 2001, la population était de 5.

## Projet

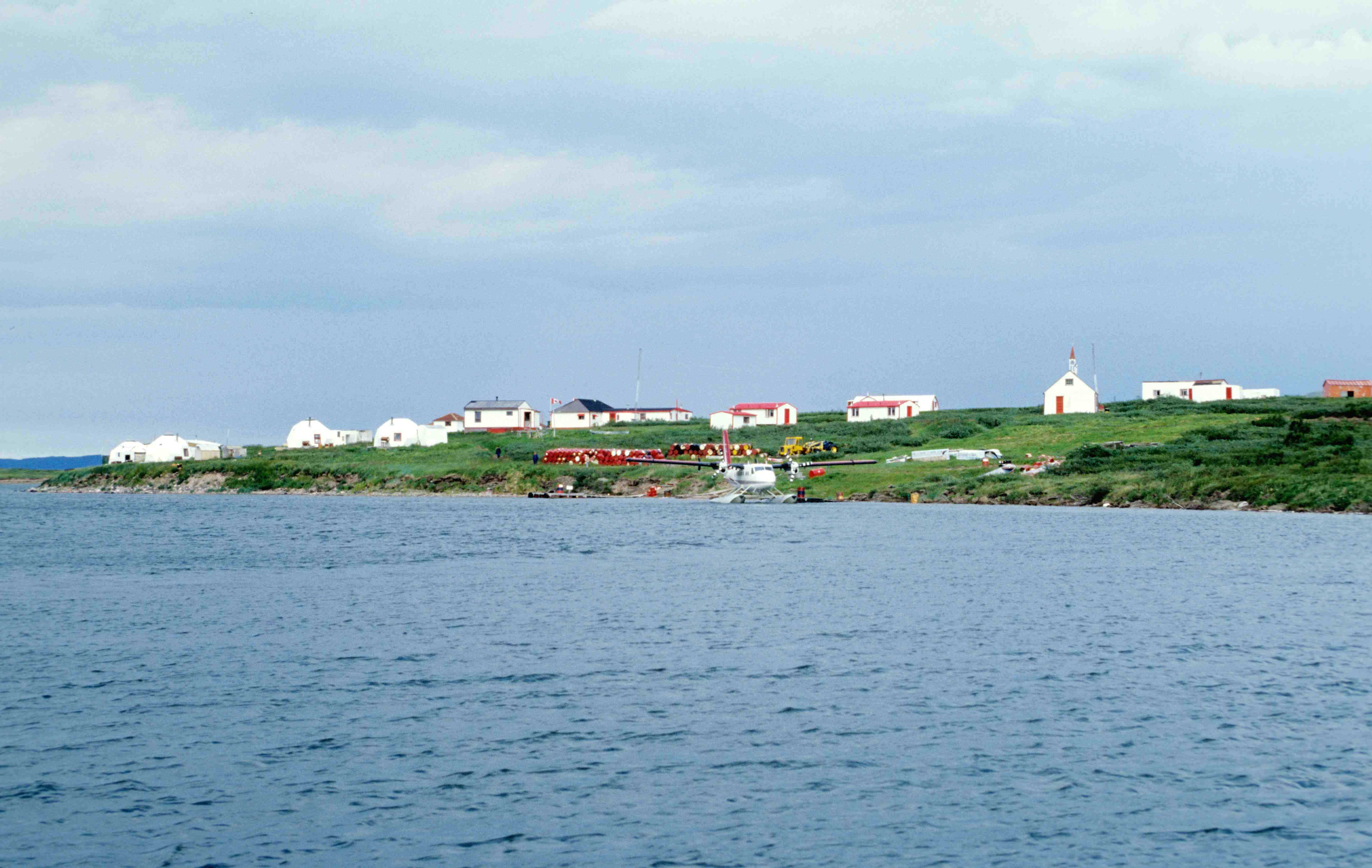
Bathurst Inlet et hydravion

Un projet de port en eau profonde et de routes pour desservir des extractions minières a été étudié durant les années 2000 par un consortium d'entreprises.